# Football Manager (série de jeux vidéo, 1982)
Football Manager est une série de jeux vidéo éditée et développée par Addictive Games, le label mis en place par le créateur du jeu Kevin Toms. 
Le premier jeu est sorti en 1982. Il a ensuite été porté sur la plupart des ordinateurs personnels au cours des années 1980 et a engendré plusieurs suites : Football Manager 2 (1988) et Football Manager World Cup Edition (1990), tous deux conçus par Kevin Toms, et enfin Football Manager 3 (1992), sans la participation de Kevin Toms. Football Manager 3 s'est mal vendu et, par conséquent, la série a pris fin. La série aurait été vendue à plus d'un million d'exemplaires en 1992. Le jeu devait lancer un tout nouveau genre de jeu vidéo, la simulation de gestion du football.

## Football Manager

### Développement et publication
Toms a développé le premier jeu sur un Video Genie, un clone du Tandy TRS-80. C'était un jeu de texte uniquement. Il a été converti en Sinclair ZX80 et ZX81 et Toms a créé le label de logiciel Addictive Games pour lancer le jeu en 1982. Il a ensuite été porté sur le ZX Spectrum avec des graphiques animés supplémentaires montrant les moments forts du match.
Le jeu a été un énorme succès et a été porté sur une large gamme de systèmes entre 1984 et 1987,. Alors que les versions Amiga, Amstrad CPC, Atari ST, BBC Micro, Commodore 64, MSX et PC, ont conservé ou amélioré toutes les fonctionnalités telles que le match met en évidence les graphiques, toutes les autres (y compris l' Acorn Electron, Atari 8 bits Commodore 16 et Plus / 4 étaient, comme l'original, uniquement du texte.

### Système de jeu
Le jeu a été entièrement écrit en Basic, et, à part les faits saillants du match sur certaines versions, n'a utilisé que des affichages de texte et une entrée au clavier. Le joueur choisit une équipe et doit ensuite essayer de gagner une promotion de la quatrième à la première division (bien que le joueur puisse alors continuer à jouer autant de saisons qu'il le souhaite). Le joueur participe également à la FA Cup. Bien que les noms des équipes et des joueurs soient réels, ils ne sont pas représentés avec précision, donc quelle que soit l'équipe sélectionnée, le joueur commence toujours dans la quatrième division et son équipe est peuplée de manière aléatoire de joueurs. Chaque joueur a une cote de compétence et une cote d'énergie. Les joueurs doivent se reposer pour renouveler leur cote énergétique ou ils se blessent. Les notes de compétence et d'énergie des joueurs changent également à la fin de la saison. L'équipe a des cotes de défense, de milieu de terrain et d'attaque (les compétences totales de tous les défenseurs, milieux de terrain ou attaquants sélectionnés), d'énergie (une moyenne de tous les joueurs sélectionnés) et de moral (qui augmente lorsque l'équipe gagne et diminue lorsqu'elle perd). Le joueur peut sélectionner son équipe pour équilibrer les compétences en fonction des notes de l'équipe adverse (par exemple pour augmenter la cote de défense si l'opposition a une cote d'attaque élevée).
Au fur et à mesure du match, l'écran est mis à jour si un but est marqué. Pour les versions avec des graphiques animés en surbrillance, les tentatives de but sont affichées en 3D isométrique à chaque extrémité du terrain avec un tableau de bord indiquant le score actuel. Le joueur ne peut pas affecter le jeu pendant qu'il est en cours.
Le joueur doit également équilibrer ses finances. Les revenus et dépenses hebdomadaires sont calculés et des emprunts bancaires peuvent être contractés. Il existe également un système de base de transfert de joueurs. Des joueurs aléatoires deviennent disponibles à l'achat pour lesquels le joueur peut enchérir. Si l'équipe atteint le maximum de 16, aucun joueur ne sera disponible à l'achat. Le joueur peut également mettre en vente ses propres joueurs, puis accepter ou refuser les offres.
La progression du jeu peut être enregistrée à tout moment. Un utilitaire de personnalisation était inclus avec le jeu afin que les joueurs puissent renommer les équipes et les joueurs.

### Accueil du jeu
Football Manager a été un succès commercial, se vendant à 500 000 exemplaires au cours de ses six premières années de disponibilité.
Le jeu a été bien accueilli par la presse de jeu, bien que Sinclair User ait commenté le manque de réalisme des équipes et les évaluations individuelles des joueurs. L'excitation de regarder le match en cours était souvent considérée comme le point culminant du match. Electron User a affirmé que le jeu était « l'un des meilleurs jeux de stratégie disponibles pour les ordinateurs personnels », le critique Dave Carlos déclarant « Je doute que ce jeu soit amélioré ».
Le jeu a été nommé aux Golden Joystick Awards de 1983 pour le meilleur jeu de stratégie, terminant finalement deuxième après le jeu d'aventure de Melbourne House The Hobbit En 1985, Tony Hetherington du magazine Computer Gamer a inclus le jeu dans The Spectrum Collection - 15 jeux classiques que tous les propriétaires de Spectrum devraient avoir.
En 1991, lors de l'examen de la sortie du budget de 2,99 £, Amiga Power a attribué un score de seulement 19% car le jeu avait été « sur-présenté par pratiquement tous les autres jeux du genre » mais était « encore massivement addictif » et appelé un « classique » et « l'une des légendes du jeu vidéo ». La version ZX Spectrum a été élue le 26e meilleur jeu de tous les temps dans un numéro spécial du magazine Your Sinclair en 2004.

## Football Manager 2

### Développement et publication
À la suite de la vente d'Addictive Games à Prism Leisure Corporation en 1987, Kevin Toms s'est concentré sur la création d'un deuxième jeu Football Manager. Contrairement au jeu original Basic uniquement, la suite nécessitait un code machine, ce qui signifiait travailler avec un certain nombre de développeurs pour différents systèmes. Pour la version ZX Spectrum, il s'agissait du logiciel Bedrock. Contrairement au premier jeu sorti de manière échelonnée sur une période de 5 ans, Football Manager 2 a été lancé sur tous les formats en même temps en juin 1988, bien qu'il soit disponible sur une gamme de systèmes beaucoup plus petite - Commodore 64, ZX Spectrum, Amstrad CPC, Amiga, Atari ST et PC.
Contrairement au premier jeu, il n'y avait pas d'utilitaire de personnalisation avec la version originale mais en 1989, Football Manager 2 Expansion Kit a été publié, à la fois en tant que version autonome et emballé avec Football Manager 2. En plus de pouvoir renommer les équipes et les joueurs, cela offrait la possibilité de commencer dans la première division ou de jouer dans d'autres ligues telles que la « Super League Euro » ou en tant qu'équipe nationale dans un « championnat du monde ».

### Système de jeu
Le gameplay est très similaire au premier jeu, avec principalement des écrans basés sur du texte (bien qu'ils soient plus colorés que l'original et contiennent généralement au moins des éléments graphiques de base). La saisie s'effectue principalement en déplaçant un curseur (à l'aide du joystick ou de la souris selon le système), plutôt qu'en entrant des nombres. Le jeu redémarre le joueur, quelle que soit l'équipe choisie, dans la division quatre avec une répartition aléatoire des joueurs et le joueur doit tenter d'obtenir une promotion en division un mais maintenant, en plus de la FA Cup, le joueur peut également participer à la Coupe de la Ligue donc finalement tenter de remporter le triplé.
Les fonctionnalités ajoutées incluent le parrainage d'équipe, un écran d'entraînement qui permet le choix de tactiques de passes longues ou courtes et la possibilité de placer vos joueurs dans des positions sur le terrain. Cela se fait en déplaçant des cases représentant vos joueurs sur un écran graphique tout en comparant les compétences individuelles des joueurs adverses (bien que, comme lors du premier match, les joueurs adverses ne soient pas nommés). Cela signifie que les attaquants adverses peuvent être marqués par l'homme. Une autre différence principale par rapport au premier jeu réside dans les points forts graphiques, désormais sur toutes les versions, qui présentent désormais toute la longueur du terrain sur trois écrans plutôt que simplement les tentatives de but. De plus, à la mi-temps, des substitutions et des changements de formation peuvent être effectués.

### Accueil
L'accueil critique a été globalement positif bien que les critiques soient mitigées. Dans une critique très positive, basée principalement sur la version ST, Julian Rignall de C&VG a déclaré que le jeu était « simplement le rêve d'un fan de football devenu réalité. C'est un jeu magnifiquement structuré et présenté et captivant, stimulant et très, très addictif » attribuant un score de 9/10. L'utilisateur de Sinclair a été également impressionné, donnant un score de 94 % en concluant qu'il s'agit « d'une amélioration par rapport à un jeu légendaire. Il a toujours l'air vieillot mais joue avec brio ». En revanche, Tony Dillon dans une critique pour Commodore User n'a donné au jeu que 2/10, qualifiant le jeu de « très grande déception » avec « peu ou pas d'amélioration par rapport à l'original ». De plus, il a déclaré que le contrôle de la souris sur la version Amiga était « terriblement mauvais » (une critique également formulée dans la critique positive de C&VG).

## Football Manager World Cup Edition

### Développement et publication
Football Manager World Cup Edition a de nouveau été conçu par Kevin Toms avec divers programmeurs pour différents systèmes (y compris le logiciel Bedrock pour toutes les versions 8 bits). Une figure principale dans la gestion du jeu a été perdue et non remplacée et avec la date limite de la Coupe du monde dictant la date de sortie, Toms a estimé que le jeu était précipité et inachevé. C'était la dernière implication de Toms avec la série ou Addictive Games.
Le jeu est sorti à l'été 1990, en lien avec la Coupe du monde de football 1990 en Italie, sur toutes les plateformes que Football Manager 2 avait été ainsi que le MSX. Le jeu est sorti dans une grande boîte avec un tableau mural et des compétitions de la Coupe du monde, y compris une chance de figurer sur la couverture du prochain Football Manager 3 avec Kevin Toms (bien que cela n'ait jamais été honoré car Toms n'avait aucune implication dans ce jeu).

### Système de jeu
Le gameplay a été radicalement changé par rapport aux deux jeux précédents. Le joueur choisit une équipe nationale et doit se qualifier pour puis participer à la Coupe du monde (bien que le choix des champions argentins ou de l'Italie hôte saute la qualification). Les noms des joueurs peuvent être saisis au début du jeu en s'assurant qu'ils sont corrects.
Bien qu'il n'y ait aucun élément financier ni aucun transfert, les éléments de base de gestion d'équipe des jeux précédents sont toujours conservés. Il y a plus de détails dans la composition de l'équipe, comme la tactique donnée à chaque joueur. Les faits saillants sont à nouveau affichés sur 3 écrans (bien que lus de haut en bas plutôt que de gauche à droite), mais il est également possible de regarder à partir d'une vue aérienne de l'ensemble du terrain.
Le principal ajout au jeu est la possibilité de parler à vos joueurs dans le vestiaire et à la presse. Un écran graphique s'affiche et le joueur peut choisir parmi une liste de phrases pour répondre aux questions des journalistes avant un match et motiver l'équipe dans le vestiaire à la mi-temps. Cela affecte le moral de l'équipe qui à son tour affecte leurs performances.

### Accueil
Le jeu n'a pas été largement critiqué, mais Your Sinclair a donné une critique globalement positive, louant en particulier le discours de la nouvelle équipe et les questions des journalistes, mais se demandant s'il pouvait gagner de nouveaux fans. Il a donné un score de 82 % en concluant « c'est lisse, bien programmé et il a plus de profondeur que la fosse des Mariannes [sic], mais si vous n'aimez pas les jeux de gestion, vous finirez probablement par utiliser les images de Kevin Toms pour lancer fléchettes. » Le magazine espagnol MicroHobby a attribué au jeu un score de 60 % La version Spectrum du jeu est devenue numéro 2 dans les charts britanniques, derrière l' Italie 1990.

## Football Manager 3

### Développement et publication
Football Manager 3, bien que déjà prévu alors que Kevin Toms travaillait encore avec Prism Leisure sur l' édition Coupe du monde, a été créé sans aucune implication du créateur de la série. Toms a cité des « différences artistiques » pour la rupture de la relation entre lui-même et Prism. Le jeu a plutôt été développé par Brian Rogers de Bedrock Software, qui était en fait impliqué dans la programmation de la série depuis Football Manager 2.
La sortie du jeu a été retardée. Alors qu'une démo jouable de la version ZX Spectrum a été incluse sur la couverture du numéro de septembre 1991 de Your Sinclair, avec une date de sortie prévue «quelques mois» plus tard, le jeu est finalement sorti à la fin de 1992. Aussi, bien que des versions aient été planifiées et annoncées pour toutes les plates-formes sur lesquelles Football Manager 2 avait été publié, les versions ST et Amiga n'ont jamais été publiées. Les captures d'écran dans les publicités ne sont pas d'une version publiée suggérant qu'une version ST ou Amiga avait été développée.
Alors que les systèmes 8 bits perdaient de la popularité en 1992 et qu'il y avait des concurrents plus complexes disponibles pour PC (et les autres systèmes 16 bits pour lesquels le jeu n'a jamais été publié) tels que Championship Manager et Premier Manager, le jeu s'est mal vendu.

### Système de jeu
Le jeu a été entièrement repensé et ne ressemble guère aux précédents. Le jeu est centré sur un écran graphique du bureau du manager avec différentes parties du jeu accessibles en cliquant sur divers éléments (par exemple l'écran de l'ordinateur pour les résultats et les rencontres, l'image de l'équipe pour l'entraînement, etc.). Le jeu propose un système complet de ligue de 92 équipes (y compris le Community Shield pour la première fois) et les équipes commencent la première saison dans les bonnes divisions (la saison 91/92 pour la plupart des versions, la saison 92/93 comprenant la nouvelle Premier League dans la version C64) mais l'équipe du joueur, comme dans les jeux précédents, commencera toujours dans la division inférieure. Les joueurs, cependant, ne ressemblent pas à de vrais footballeurs et ont des noms aléatoires (toujours indiqués avec des initiales au milieu). Le jeu commence toujours avec une équipe de joueurs vieillissants dont les compétences sont faibles.
Il y a beaucoup plus de détails pour les attributs individuels des joueurs avec trois valeurs d'endurance et cinq valeurs de compétence qui peuvent être modifiées par l'entraînement. Chaque joueur a également un visage qui est montré lors de la sélection de l'équipe. Les contrats des joueurs doivent être négociés et les joueurs non contractuels quitteront le club. Le marché des transferts est beaucoup amélioré, chaque équipe de la ligue ayant nommé des joueurs pour la première fois avec des histoires qui peuvent être étudiées au moment de décider d'acheter un nouveau joueur. Les matchs sont affichés côte à côte avec l'ensemble du terrain à l'écran. Ils sont également destinés à représenter l'ensemble du jeu plutôt que les faits saillants modifiés. Le commentaire textuel est affiché en bas de l'écran pendant que le match est joué. Contrairement aux deux matchs précédents, il n'y a aucune chance de changer de tactique ou de remplacer à la mi-temps. Les éléments de discussion d'équipe et de journaliste sont également supprimés dans cette version.

### Accueil
Le jeu n'a pas été aussi bien accueilli que les versions précédentes. Philip Lindey dans Sinclair User a suggéré qu'il était « difficile de s'enthousiasmer pour Football Manager 3 » et qu'il était trop cher, donnant un score global de 73 %. Stuart Campbell dans Your Sinclair pensait que le jeu n'était « pas tout à fait à la hauteur de Football Manager 2, pour être honnête, avec une présentation et des graphismes nettement inférieurs, et beaucoup de temps à traîner pendant que l'ordinateur pense et ne semble pas fonctionner correctement. », ce qui donne un score de 70 %. Amstrad Action n'a attribué au jeu que 38 %, affirmant à nouveau qu'il ne correspondait pas à Football Manager 2.

## Héritage
En 2001, Paul Robson a développé un remake précis du jeu original par rétro-ingénierie en C (langage de programmation créé en 1972). Ce remake a depuis été porté sur le GP2X et Google Android par Jonn Blanchard.
Football Manager apparaît en 2004, à la suite de la séparation du développeur et l'éditeur du jeu Championship Manager. Tandis que l'éditeur Eidos conserve le titre « Championship Manager » sous lequel il développe un nouveau jeu, le développeur, Sports Interactive, fondé par les concepteurs originaux du jeu Paul et Oliver Collyer (en), s'accorde avec l'éditeur Sega pour lancer une nouvelle série. Sports Interactive conserve la plupart des éléments qui ont fait le succès de la série Championship Manager, à savoir la célèbre base de données et le code source de la dernière version du jeu (L'Entraîneur Saison 2003/2004), sur la base desquels est développé Football Manager.
Le premier opus de la série, Football Manager 2005, sort en novembre 2004. Il évolue depuis chaque saison, en termes de fonctionnalités et d'enrichissement de la base de données.
En septembre 2011, il est fait état de sept millions de ventes cumulées depuis le lancement de Football Manager 2005. Les versions 2013 à 2017 se sont toutes vendues à plus d'un million d'exemplaires. Un chiffre qui serait à « multiplier par dix » avec les copies piratées.
En 2012, il est affirmé que le jeu est cité comme une cause dans 35 cas de divorces au Royaume-Uni.
Les Football Manager de Sports Interactive et édités par l'entreprise japonaise Sega seront un succès, au point de continuer à exister[réf. nécessaire].